# Mihri Müşfik Hanım

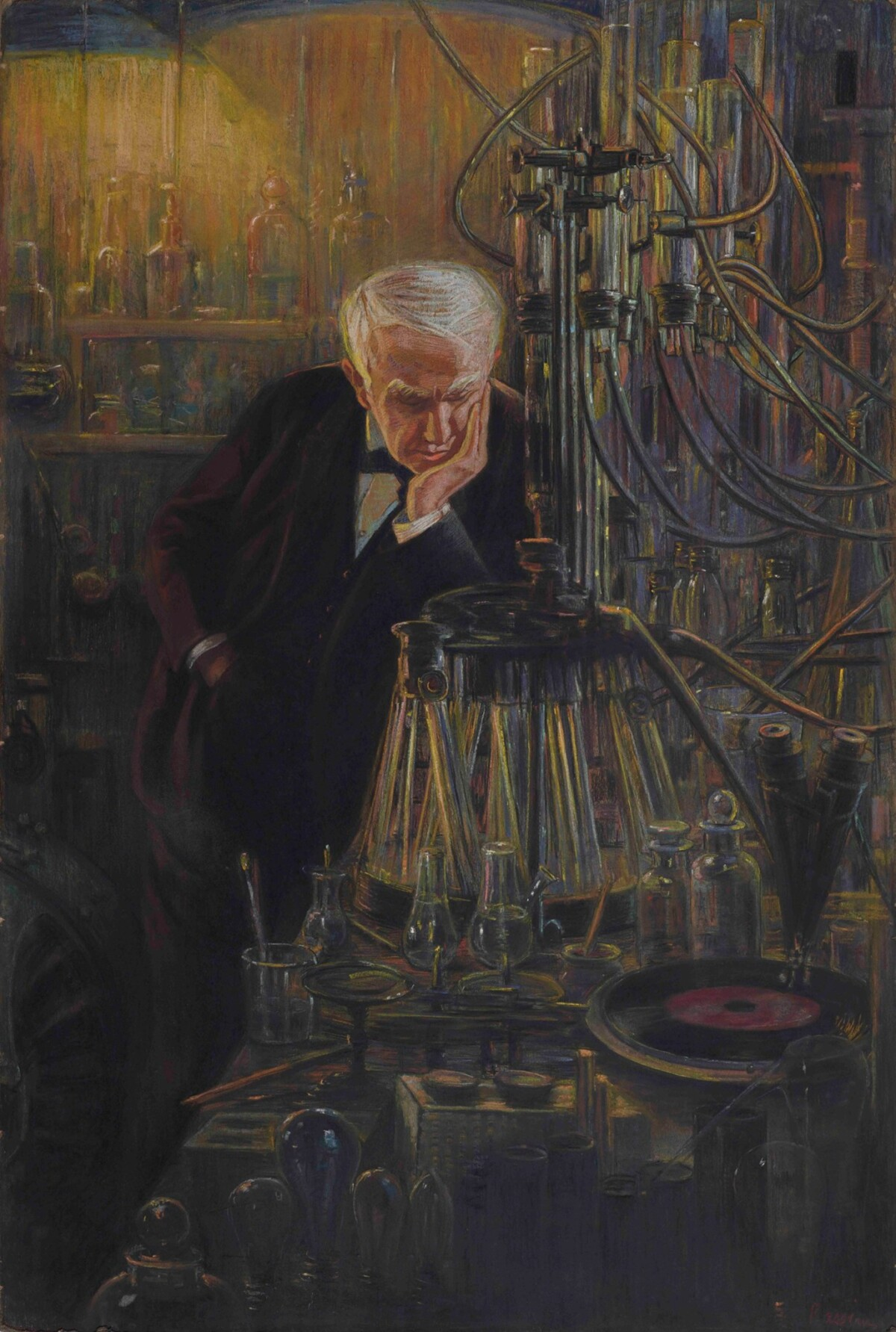
Retrato de Thomas Alva Edison de Mihri Müşfik Hanım, 1931, Pastel, 152,4 x 101,6 cm, Rollins Museum of Art, Orlando (Florida)

Mihri Müşfik Hanım (en turco otomano: مهری مشفیق خانم‎; nacida Mihri Rasim Achba; 26 de febrero de 1886 - c. 1954) fue una princesa y pintora abjasia que se convirtió en una de las primeras y más renombradas pintoras de Turquía. Fue reconocida especialmente por sus retratos, incluidos los personajes populares Mustafa Kemal Atatürk y el Papa Benedicto XV.

## Primeros años y educación
Mihri Müşfik Hanım nació el 26 de febrero de 1886 en la mansión Rasim Pasha, en el barrio Baklatarlası de Kadıköy en Estambul. Ella era miembro de la familia principesca de Abjasia, Achba. Su padre era el príncipe y doctor Ahmed Rasim Pasha, un especialista en anatomía y un destacado instructor en la Escuela Militar de Medicina. También fue presidente de esta institución. Sus gustos refinados e interés por la música, la pintura y la literatura jugaron un papel importante en la formación artística de su hija. Además de su reputación como médico, también era famoso por su interés por la música y por tocar el saz en las reuniones sociales. Su madre era Fatma Neședil Hanım, también abjasia. Su hermana menor, Enise Hanım, fue madre de la pintora Hale Asaf, otra distinguida artista femenina de los últimos años de la sociedad otomana.
Mihri Hanım recibió una típica educación occidental. Se interesó por la literatura, la música y la pintura. Sus primeras lecciones privadas de pintura fueron dictadas por un artista orientalista italiano, Fausto Zonaro, en su estudio en el barrio de Estambul de Beşiktaş -Akaretler. Se enamoró del director italiano de una compañía de acróbatas que visitaba Estambul, y posteriormente partió hacia Roma y luego a París, evidentemente con el deseo de involucrarse en los círculos artísticos. Durante algún tiempo vivió y trabajó en un apartamento en Montparnasse, donde obtenía dinero pintando retratos y subarrendando una de las habitaciones a estudiantes. Uno de estos inquilinos fue Müşfik Selami Bey, estudiante de política en la Universidad de la Sorbona, con quien más tarde se casó. Müşfik era hijo de Selami Bey, un conocido personaje de Bursa, y le interesaba la política, la historia y la literatura. A pesar de conocerse la existencia de su relación, se desconoce su fecha de matrimonio.

## Carrera profesional

### Inicios de su carrera
En París Mihri conoció a Cavid Bey, ministro de hacienda otomano, que se encontraba en la ciudad para concertar un acuerdo con el gobierno francés después de las guerras de los Balcanes. Los telegramas enviados por Cavid Bey al Ministro de Educación recomendando a Mihri dieron como resultado que fuera nombrada profesora de arte en la Escuela de Formación de Profesores para Niñas de Estambul en 1913. Cuando se estableció la Escuela de Bellas Artes para Niñas (İnas Sanâyi-i Nefîse Mektebi) en 1914, ella fue contratada allí como directora e instructora de bellas artes, tras el nombramiento del matemático Salih Zeki Bey.

### Edebiyat-ı Cedide
Mihri también tenía amigos entre los poetas de Edebiyat-ı Cedide (Nueva Literatura), especialmente uno de sus líderes, Tevfik Fikret. Si Edebiyat-ı Cedide fue el lado literario de la influencia artística francesa, se puede decir que Mihri Hanım representa su contraparte en la pintura. Ella ocupaba un lugar especial entre los artistas de esta corriente, entre la intelectualidad otomana tardía. La casa de Tevfik Fikret en Aşiyan se convirtió en su estudio durante un tiempo.
Los poetas del movimiento Edebiyat-ı Cedide fueron influenciados por el realismo, el parnasianismo y el simbolismo, que dominaron la literatura francesa del siglo XIX. Cenap Şahabettin, miembro de Servet-i Fünun, destaca una de sus principales concepciones, una especial relación con la naturaleza. Por un lado se la asociaba con "un lugar donde deambulan las emociones y los sueños" y también como espejo del alma del artista. Además de esta influencia, el simbolismo del color de la poesía Edebiyat-ı Cedide parece haber influido en la obra de Mihri Hanım. Maî ve Siyah (Azul y negro), la famosa novela de Halid Ziya Uşaklıgil refleja la melancolía del movimiento Edebiyat-ı Cedide, así como lo hacen los retratos de Mihri Hanım.

### Acusaciones
La visita de Mihri Hanım al periodista Hüseyin Cahit Yalçın y a Cavid Bey, en ese momento exministro de Hacienda condenado, suscitó críticas sobre su comportamiento. En respuesta, en 1919 ella y sus alumnos visitaron el periódico Tanin y denunciaron las acusaciones. Sus estrechas relaciones con el İttihat ve Terraki Cemiyeti (Comité de Unión y Progreso; CUP) finalmente hicieron que Mihri Hanım abandonara Estambul, ocupada por las potencias aliadas, hacia Italia en 1919. Un año después de su regreso, reanudó la enseñanza en la Escuela de Bellas Artes para Niñas.

### Visita a Italia y divorcio
Hacia fines de 1922, viajó nuevamente a Italia y allí terminó su matrimonio con Müşfik Bey en 1923. Tuvo una relación con el poeta italiano Gabriele D'Annunzio y a través de él encontró la oportunidad de pintar un retrato del Papa y de trabajar en la restauración de los frescos de una capilla. Mihri Hanım conoció a Gabriele D'Annunzio a través de su amigo, el pintor Renato Brozzi, y mantuvo correspondencia con él a través de Brozzi. Ocasionalmente, ella era un tema en la correspondencia entre estos amigos; el 4 de febrero de 1926 d'Annunzio escribió a Brozzi: "¿Dónde está la dama turca? No he podido saber de ella. Si la ves, abrázala por mí, pero este abrazo debe ser el del harén agha". En otra carta escrita el 26 de agosto de 1926, se recordaba una vez más a la "dama turca": "¿Dónde está la odalisca Mihri? ¿Qué está haciendo?" Aparentemente, a pesar de los esfuerzos de Mihri Hanım como profesional, estos pintores italianos continuaron viéndola a través de un filtro orientalista.

### Últimos años de su carrera
Mihri Hanım regresó a Turquía poco después de la fundación de la República. Allí pintó el retrato de Atatürk y se lo presentó personalmente en la Residencia Presidencial de Çankaya en Ankara.
Posteriormente, Mihri Hanım viajó a Roma, a París y luego a los Estados Unidos (Nueva York, Boston, Washington D. C. y Chicago). Una noticia del New York Times del 25 de noviembre de 1928 señaló que una colección de la obra de Mihri Hanım se exhibiría en la Galería George Maziroff entre el 26 de noviembre y el 15 de diciembre.
Entre 1938 y 1939 trabajó como anfitriona protocolar en la Exposición Universal de Long Island, Nueva York. Durante este período, pintó un retrato de Rezzan Yelman, la esposa del periodista Ahmet Emin Yalman, que vivía en Nueva York. Según los informes, también creó ilustraciones de portada para varias revistas publicadas en Nueva York durante la Segunda Guerra Mundial.

## Muerte
Vivió sus últimos años en la indigencia y murió en 1954. Fue enterrada en el campo del alfarero en Hart Island, Nueva York.

## Tributo
El 26 de febrero de 2017, Google Doodle conmemoró su 131° cumpleaños.